# Steve Hytner
Stephen Arthur Hytner  (ur. 28 września 1959 w Nowym Jorku) – amerykański aktor, producent filmowy i komik. Odtwórca roli Kenny’ego Bani w sitcomie NBC Kroniki Seinfelda (1994–1998).

## Życiorys
Ukończył Valley Stream Central High School w Valley Stream, gdzie był szkolnym kolegą aktora Steve’a Buscemi. W liceum odnosił liczne sukcesy sportowe w grach w kręgle; miał średni wynik 186 punktów i przeszedł do finału w stanie Nowy Jork.
Debiutował na ekranie w roli Myrona w komedii Narciarski patrol (Ski Patrol, 1990) z udziałem Lesliego Jordana. W sitcomie baseballowym  Fox Hardball (1994) u boku Bruce’a Greenwooda grał rolę Brada Coolidge’a. Rozpoznawalność zapewniły mu gościnne występy jako komika w programach telewizyjnych i postać wroga Jerry’ego Seinfelda – Kenny’ego Bani w sitcomie NBC Kroniki Seinfelda (1994–1998). W 1997 wziął udział w reklamie Oldsmobile i Holiday Inn.

## Filmografia
| Role główne       | Role główne                          | Role główne          | Role główne                          |
| Rok               | Tytuł                                | Rola                 | Notatki                              |
| ----------------- | ------------------------------------ | -------------------- | ------------------------------------ |
| 1997              | Bez twarzy                           | agent przesłuchujący |                                      |
| 1995              | Armia Boga                           | Joseph               |                                      |
| Role drugoplanowe |                                      |                      |                                      |
| Rok               | Tytuł                                | Rola                 | Notatki                              |
| 2009-nadal        | Słoneczna Sonny                      | Murphy               |                                      |
| 2004              | Eurotrip                             | zielona wróżka       |                                      |
| 2003              | Nawiedzony dwór                      | pan Silverman        |                                      |
| 2003              | Aniołki Charliego: Zawrotna szybkość | gość w toalecie      |                                      |
| 1999              | Podróż przedślubna                   | Jack Bailey          |                                      |
| 1998              | Armia Boga II                        | Joseph               |                                      |
| 1994              | Cień                                 | strażnik             |                                      |
| 1993              | Na linii ognia                       | Tony Carducci        |                                      |
| 1991              | Zawód pan młody                      | George               |                                      |
| Role gościnne     |                                      |                      |                                      |
| Rok               | Tytuł                                | Rola                 | Notatki                              |
| 2007–2009         | Gdzie pachną stokrotki               | Andrew Brown         |                                      |
| 2005              | Nie ma to jak hotel                  | Herman Spatz         | "Nowa reklama" (odcinek 26, sezon 1) |
| 2004              | CSI: Kryminalne zagadki Nowego Jorku | Alvin Marbert        |                                      |
| 2003–2004         | Randka z gwiazdą                     | Curt Meyers          |                                      |
| 2003              | Świat Raven                          | dr Stuckerman        |                                      |
| 2002−2003         | Ptaki nocy                           | dr Franklin Rominic  |                                      |
| 2000              | CSI: Kryminalne zagadki Las Vegas    | Jonathan Claddon     |                                      |
| 1999–2002         | Roswell: W kręgu tajemnic            | Milton Ross          |                                      |
| 1995–1996         | Gwiezdna eskadra                     | dziennikarz          |                                      |
| 1994–2004         | Przyjaciele                          | pan Thompson         |                                      |
| 1993–2002         | Z Archiwum X                         | dr Denny Murphy      |                                      |
| 1990–1998         | Kroniki Seinfelda                    | Kenny Bania          |                                      |